# Miaoshou
Miaoshou är en köping i östra Kina. Den ligger i Jingde härad i staden Xuancheng i provinsen Anhui, omkring 210 kilometer sydost om provinshuvudstaden Hefei. Antalet invånare är 9 521. Befolkningen består av 4 649 kvinnor och 4 872 män. Barn under 15 år utgör 13,0 %, vuxna 15-64 år 74 %, och äldre över 65 år 12,0 %.